# Sanda Toma (kajakarka)
Sanda Toma (ur. 17 marca 1970 w Periș) – rumuńska kajakarka, brązowa medalistka olimpijska z Sydney.
Zawody w 2000 były jej trzecimi igrzyskami olimpijskimi, w różnych konkurencjach brała udział w IO 92 i IO 96. W 2000 po brąz sięgnęła w kajakowej czwórce, partnerowały jej Raluca Ioniţǎ, Mariana Limbău i Elena Radu. W 1993 była brązową medalistką mistrzostw świata na dystansie 5000 metrów w K-2.